# بوليط غير مأكول
بوليط غير مأكول (الاسم العلمي:Boletus inedulis ) هو نوع الفطريات يتبع جنس البوليط من الفصيلة البوليطية.